# Topanga Beach
Topanga Beach es un área no incorporada ubicada en el condado de Los Ángeles en el estado estadounidense de California.

## Geografía
Topanga Beach se encuentra ubicada en las coordenadas 34°2′24″N 118°34′46″O / 34.04000, -118.57944.